# 长花柳
长花柳（学名：Salix longiflora）是杨柳科柳属的植物。分布在印度以及中国大陆的西藏、云南、四川等地，生长于海拔550米至4,000米的地区，多生在山沟、山坡及灌丛中，目前尚未由人工引种栽培。

## 异名
- Salix longiflora Anderss. var. albescens Burkill